# Stenanona carrillensis
Stenanona carrillensis G.E. Schatz & Maas – gatunek rośliny z rodziny flaszowcowatych (Annonaceae Juss.). Występuje endemicznie w Kostaryce. 

## Morfologia
PokrójZimozielone drzewo dorastające do 5 m wysokości.
LiścieMają kształt od eliptycznego do eliptycznie lancetowatego. Mierzą 18,5–32,3 cm długości oraz 5,4–9,9 cm szerokości. Nasada liścia jest rozwarta. Blaszka liściowa jest całobrzega o spiczastym wierzchołku. Ogonek liściowy jest owłosiony i dorasta do 9–18 mm długości.
KwiatySą zebrane po 2–5 w pęczki, rozwijają się w kątach pędów. Mają 4 owalne działki kielicha dorastające do 10 mm długości. Płatków jest 8, mają trójkątnie lancetowaty kształt i białawą barwę, osiągają do 53–56 mm długości. Kwiaty mają około 120 pręcików i 32 owocolistki.
OwocePojedyncze, o elipsoidalnym kształcie, osiągają 15 mm długości.

## Biologia i ekologia
Rośnie w lasach, na terenach nizinnych.